# Myrmarachne salongensis
Espèce
Myrmarachne salongensis est une espèce d'araignées aranéomorphes de la famille des Salticidae.

## Distribution
Cette espèce est endémique de la province de Tshuapa au Congo-Kinshasa,. Elle se rencontre dans le parc national de la Salonga.

## Description
Le mâle holotype mesure 4,14 mm et la femelle paratype 5,14 mm.

## Systématique et taxinomie
Cette espèce a été décrite par Pett en 2023.

## Étymologie
Son nom d'espèce, composé de salongensis et du suffixe latin -ensis, « qui vit dans, qui habite », lui a été donné en référence au lieu de sa découverte, le parc national de la Salonga.

## Publication originale
- Pett, Iyomi & Mbende, 2023 : « Myrmarachnini (Araneae: Salticidae: Salticinae: Astioida) of Salonga National Park, D.R. Congo, with description of a new species and two new species records. » Arthropoda Selecta, vol. 32, no 4, p. 466-473 (texte intégral).